# Toukov
Toukov (ou Toukof) est une localité du Cameroun située dans l'arrondissement de Meri, le département du Diamaré et la région de l’Extrême-Nord. Elle fait partie du canton de Douroum.

## Population
En 1974, la localité comptait 355 habitants, des Moufou.
Lors du dernier recensement de 2005 on y a dénombré 360 personnes, soit 181 hommes (50,28 %) pour 179 femmes (49,72 %). 